# 璿源录
《璿源录》，又稱《璿源系譜》、《璿源譜牒》是朝鲜王朝录入从太祖开始流传的家族世系，在1680年（康熙19年）、朝鮮肅宗在位時所編纂。
璿源录实质等同于中原王朝的玉牒制度，是研究朝鲜王族及朝鲜历史的一部重要典籍。